# خور (فارس)
خور شهری از توابع شهرستان لارستان در جنوب استان فارس ایران است. جمعیت این شهر طبق سرشماری نفوس و مسکن ۱۳۹۵، ۷٬۳۳۸ نفر بود. خور در سال ۱۳۸۲ از روستا به شهر ارتقاء یافته است.

## موقعیت جغرافیایی
از نظر جغرافیایی در عرض ۲۷ درجه و ۳۸ دقیقه شمالی و طول ۵۴ درجه و۲۰ دقیقه شرقی قرار دارد و از ضلع شمال به شهر قدیم لار و از جنوب به صحرای نیمه و سنخود و جاده اصلی لار - بندرلنگه و کوه‌های تنگ خور و روستای کرمستج و از غرب به شهر جدید لار و از شرق به روستای براک و فرودگاه بین‌المللی لارستان و قریه‌ای متروکه به نام «پَدِز» و از شمال شرقی به شهر لطیفی محدود می‌شود.
جمعیت خور برابر با ۷٬۳۳۸ تن است و ارتفاع آن از سطح دریا ۷۹۸ متر است، مساحت آن در محدوده خدماتی شهرداری ۰۰۰٬۷۰۰٬۳ متر مربع و منطقه استحفاظی شهر در حدود ۷٬۰۰۰٬۰۰۰ متر مربع می‌باشد که از مرکز شهر قدیم لار حدود ۳ کیلومتر فاصله دارد؛ و دارای شهرداری و شورای شهر مستقل می‌باشد. این شهر تاریخی دارای بافتی روستایی، باکوچه‌های تنگ و رودخانه‌های فصلی مارپیچ و بعضاً خانه‌های به جا مانده خشت و گلی قدیم در کنار خانه‌های نسل جدید شهری است. آب و هوای شهر خور بعلت قرار گرفتن در ناحیه نیمه بیابانی گرم و خشک بوده و کشاورزی بعلت کمبود آب و نزولات آسمانی رونق چندانی ندارد. دارای بارندگی نزدیک به ۳۰ میلی‌متر و متوسط درجه حرارت و اقلیم شمال ۲۲ درجه و میانگین ۱۰ ساله بوده و بیشترین بارندگی در فصل زمستان اتفاق می‌افتد؛ که البته در برخی سال‌ها در فصل تابستان با باران‌های معروف به «چِل پَسینی» کشت صیفی جات و کنجد نیز رونق می‌گیرد.

## خور در گذر تاریخ
طبق آثار به جا مانده موجود مانند: «بنای تاریخی آسال (عصارخانه)»، «قلعه آسال»، «چاه دِیلَو یا دولاب»، «گاو چاه‌ها و سنگ قبرها، و سنگ آبهای گَبری» و آثاری که طی نیم قرن گذشته از بین رفته مانند: «تُنب پَرگُو» و تپه معروف به «تُمب حسن گِنا» خور یکی از شهرهای کهن لارستان می‌باشد و قدمت آن به قبل از ورود اسلام به ایران می‌رسد، و گروهی از پیروان دین زرتشتی در خور می‌زیستند که مردم آن‌ها را «گبریان» یا «گَوریان» نیز می‌نامند. محل سکونت آن‌ها قسمت‌های شمالی شهر بود؛ که تا نیم قرن گذشته خندق، و تپهٔ پَرگُو نیز با همان شمایل اولیه پابرجا بوده‌است بیشترین مهاجرت‌ها به خور در زمان صفویان و بعد از آن اتفاق افتاد، که قلعه خواجه غلامرضا (برج سفید) در این عصر بنا شده و همچنین بناهای به جا مانده از گذشته مانند قلعه آسال و بنای آسال نیز در این دوران مرمت کلی گردید. به دلیل قرار گرفتن خور در مسیر راه کاروانیان و جاده تجاری لار – بندرعباس و به خاطر واقع شدن بر روی سرزمین کم ارتفاعِ مخروط افکنه کوه‌های «تنگ خور» و وجود آب و سفره‌های زیر زمینی مناسب مورد توجه قرار گرفته و به تدریج به جمعیت این مکان افزوده شد
- موجودیت خور در زمان حکومت ناصر الدین شاه قاجار رسمیت یافته‌است. «حمام تاریخی» (حمومکی) و «مسجد محمد رسول‌الله (جامع قدیم)» نیز در عصر قاجاریه بنا شده‌است که متأثر از معماری زندیه می‌باشد.

## صنایع دستی
خور دارای نخلستان‌های زیادی می‌باشد که به تبع آن نیز از همین درختان نخل (فَسیل یا ماه) انواع سبد (گِلّه و تیلَک)، بادبزن، جارو، پَروَند (طنابی ضخیم برای بالا رفتن از درخت نخل) و… ساخته می‌شود. از دیگر صنایع دستی مردم می‌توان به نمک تراشی که با مهارت خاصی به دست هنرمندان ساخته می‌شود و بیشتر جنبهٔ تزئینی دارد اشاره کرد. از درخت‌های «گِز و کُنار» انواع تخت و گهواره و ابزار آلات می‌سازند که گهواره بر دو نوع است که یک نوع آن را «نَنِی» (گهواره تابستانه) و نوع دیگر آن را «بِهنَه» (گهواره زمستانه) می‌گویند.
- مهم‌ترین مهارت زنان خور پختن انواع نان و غذاهای محلی و انواع فراورده‌های لبنی است. نان‌های محلی انواع متعددی دارند (نزدیک به ۱۵گونه نان مختلف) که هر کدام به فصل خود پخته می‌شوند؛ که با اضافه کردن ماده‌ای به نام «مَهوَه» و در بعضی موارد کنجد و تخم مرغ و… به آن، صرف می‌شود. همه ساله در ماه مبارک رمضان یا بنا به مناسبت‌های ملی دیگر در خور نمایشگاه‌هایی از آثار هنری مردم به ویژه زنان خوری برگزار می‌شود که در آن‌ها انواع غذاها و وسایل تزئینی به نمایش گذاشته می‌شود. آداب و رسوم و زبان مردم خور مراسم عروسی و عزاداری مردم خور با حضور پرشور و همگانی اکثریت مردم برگزار می‌شود، در عروسی‌ها رقص محلی (رقص دستمال)، چوب بازی (دار بازی) و شمشیر بازی طراوت خاصی به مراسم می‌دهد اعیاد سعید قربان و فطر مردم به دیدن همدیگر می‌روند و بچه‌ها عیدی می‌گیرند، فروردین ماه و نوروز را به خاطر آب هوای مناسب منطقه به صحراهای اطراف مانند: نیمِه، سِنخُود، نَمد مال و پَدِز و… می‌روند، و با رنگ کردن تخم مرغ و شاخ حیوانات خانگی و مرغ و خروس (به رنگ سبز)، و بردن هدیه برای نوعروس و نوزاد تازه متولد شده (نوروزی) از سال نو استقبال می‌کنند. در بعضی از سال‌ها برای طلب باران به پخت حلیم به صورت دسته جمعی می‌پردازند و در صحراها نماز باران یا استغفار برگزار می‌کنند.

## زبان
مردم این منطقه از قوم اچمی می باشند و زبان مردم این شهر زبان اچمی نامیده می‌شود و دارای لهجه‌های خاصی است که در خور، «لهجه خوری» رواج دارد.

## امکانات رفاهی
شهر خور از جنوب در مسیر اصلی جاده شیراز- بندر لنگه قرار دارد و از شمال به شهرقدیم لار راه دارد. فرودگاه بین‌المللی لار تقریباً در ۳ کیلومتری شرق خور واقع است. همه ساله با فرارسیدن فصل مسافرت و تعطیلات، شهرداری و شورای شهر در حد توان جهت اسکان مسافران امکانات رفاهی را فراهم می‌بینند، البته از آنجایی که شهر خور در ۲ کیلومتری شهر جدید لار واقع می‌باشد مسافران می‌توانند از هتل و مهانسراهای شهر لار نیز استفاده ببرند. خور دارای ۱۲ مرکز آموزشی شامل مهدکودک، دبستان، راهنمایی، هنرستان، دبیرستان، دانشکده فنی دولتی لارستان می‌باشد. همچنین درمانگاه و خانه بهداشت شهر مشغول خدمات رسانی به مردم می‌باشند. آب شُرب شهر از دو حلقه چاه (چاه حاج علی و چاه حاج امین) در ناحیه کوه‌های تنگ خور توسط خیرین تأمین می‌گردد که در شمار آب‌های درجه یک کشور از لحاظ کیفیتی می‌باشد، که بخش‌های زیادی از مناطق اطراف و روستاهای دور افتاده استان هرمزگان را مجاناً تحت پوشش قرار داده‌است. پارک جنگلی، پارک کودک و پارک‌های حاشیه‌ای، محلی است برای تفریح خانواده‌ها و مسافران. در جنوب شهر و در راه عبور از استادیوم ورزشی در ۱۰ و ۲۰ کیلومتری خور، دو صحرا متعلق به مردم قرار دارد به نام‌های «سِنخود» و «نِیمِه» که هم محل کشاورزی آنهاست و هم محل تفریح و گشت و گذار…

## نگارخانه

بنای تاریخی آسال (عصارخانه خور) - صفویه (ساسانی؟) - شماره ثبت در آثار ملی: ۱۲۷۶۳
گاو چاه در صحرای پدز - قبل از اسلام(؟)
قلعه خواجه غلامرضای خوری - (برج سفید یا برج کَره‌ای)- صفوی
حمام تاریخی خور (حمومکی) - قاجاریه - شماره ثبت در آثار ملی: ۲۰۳۹
حمام تاریخی خور (حمومکی) - قاجاریه - شماره ثبت در آثار ملی: ۲۰۳۹
بادگیرهای منزل خواجه خور - قاجاریه
مسجدجامع قدیم (محمد رسول الله) - قاجاریه - شماره ثبت در آثار ملی:۱۲۷۳۵
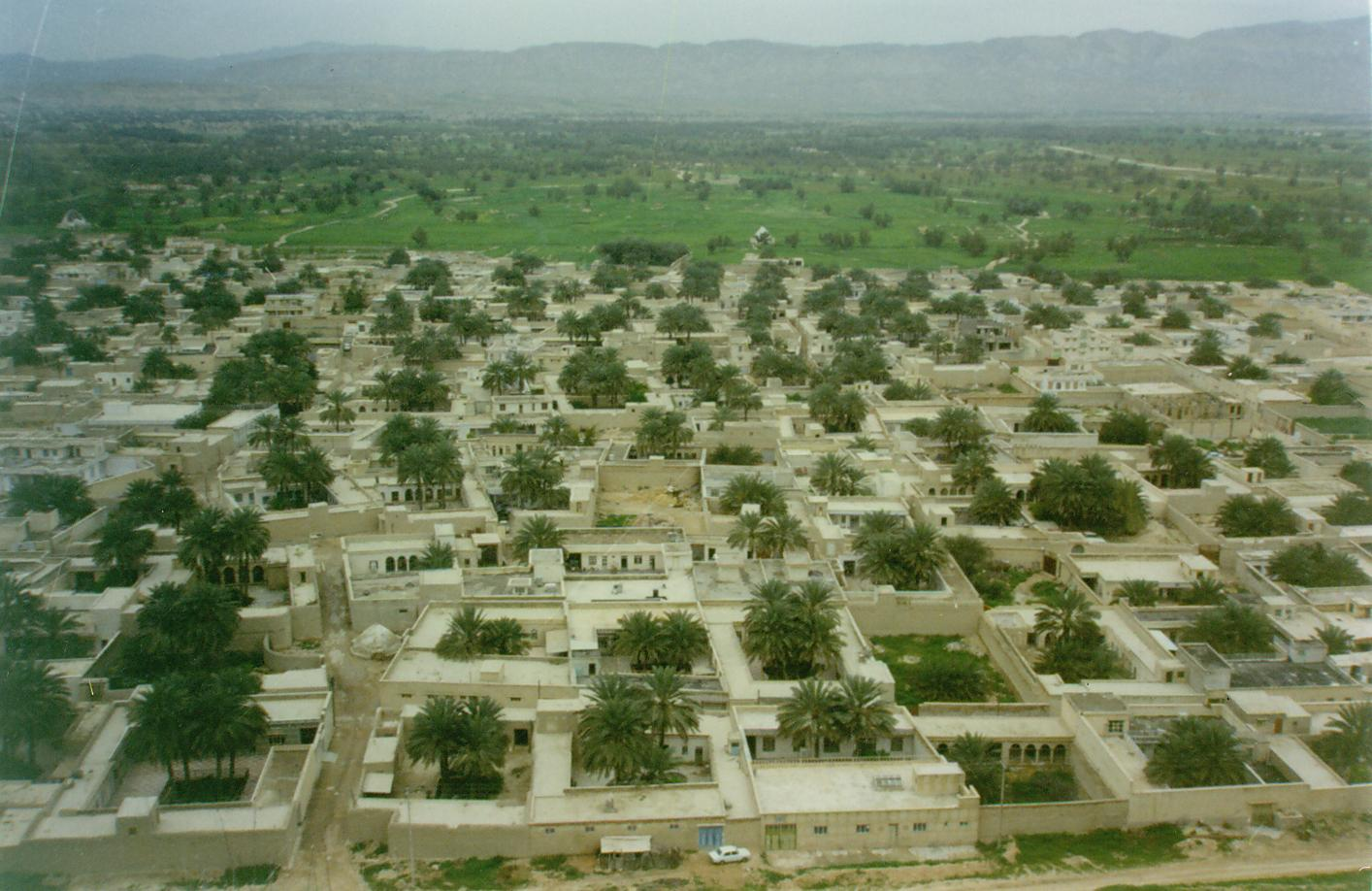
نمایی از محله پایین خور
مسجدجامع قدیم - قاجاریه - شماره ثبت مسجد در آثار ملی:۱۲۷۳۵